# Sällskapet till arbetsamhetens uppmuntran
Sällskapet till arbetsamhetens uppmuntran var en svensk välgörenhetsförening, grundad av drottning Josefina år 1833. Syftet var att ge hjälp till fattiga kvinnor i Stockholm genom att ge dem möjlighet att arbeta för att försörja sig, särskilt under vintertid. 